# آبشار هانوکی
آبشار هانوکی (به انگلیسی: Hannoki Falls) آبشاری است که در کشور ژاپن واقع شده‌است و بلندترین ریزشگاه آن ۴۹۷ متر ارتفاع دارد. حوضهٔ آبریز این آبشار، رود شومیو است.